# Чуков, Борис Владимирович
Борис Владимирович Чуков (19 марта 1938 года, Москва — 10.11.2021, там же) — советский и российский литературовед, арабист, научный сотрудник Отдела литератур Востока ИВ РАН, кандидат филологических наук (1971). Опубликовано более 100 работ.

## Биография
В 1965 году окончил 1-й МГПИИЯ.
В 1971 году защитил кандидатскую диссертацию «Становление жанра романа в иракской прозе (1919—1954)».

## Основные работы
Монографии
- Стать с веком наравне. История арабской литературы в Ираке. — М., 1997.
- С веком наравне : история литературы в Иракском королевстве и Иракской Республике / Борис Чуков ; Российская акад. наук, Ин-т востоковедения. — Москва : Акад. гуманитарных исслед. : Ин-т востоковедения РАН, 2006. — 327, [1] с.; 21 см; ISBN 5-89221-052-9
- История литературы арабских стран XIX—XX вв. М., 2001. 161 с. Совм. с А. А. Долининой.
- Арабская классическая литература. Учебник СГУ. М., 2001. 180 с. Совм. с И. М. Фильштинским.

Статьи
- Роман и повесть послевоенного Ирака: (1945—1954)//Литература народов Востока. М., 1970. С. 75-84.
- Андреев, Даниил Леонидович : [арх. 21 октября 2022] / Казачков С. В., Чуков Б. В. // А — Анкетирование. — М. : Большая российская энциклопедия, 2005. — С. 724. — (Большая российская энциклопедия : [в 35 т.] / гл. ред. Ю. С. Осипов ; 2004—2017, т. 1). — ISBN 5-85270-329-X.

Переводы с арабского
- Письмена на дереве. Иракский рассказ (1908—1980). Перевод с арабского, составление, предисловие, комментарии. М., Наука, 1983.223 с.
- Королевство деда. Современная иракская повесть. Перевод с арабского, составление, предисловие, комментарии. М., Радуга, 1985. 320 с.
- Ещё одна попытка выжить. Современная марокканская проза. Перевод с арабского, составление, предисловие, комментарии. М., Радуга, 1988. 416 с.